# Dzierzkowa
Dzierzkowa (do 31 grudnia 2002 Dzierżkowa) – wieś w Polsce położona w województwie dolnośląskim, w powiecie strzelińskim, w gminie Przeworno.

## Nazwa
Przed II wojną światową leżała w granicach Niemiec i nosiła wówczas nazwę Dätzdorf. Pierwotnie wieś nazywała się Dzierżkowa, jednak Minister Spraw Wewnętrznych i Administracji rozporządzeniem z dnia 17 grudnia 2002 r. (Dz.U. z 2002 r. nr 233, poz. 1964) od 1 stycznia 2003 zmienił jej nazwę na obecnie używaną.

## Podział administracyjny
W latach 1975–1998 miejscowość administracyjnie należała do województwa wałbrzyskiego.

## Szlaki turystyczne
- Niebieski:  Ząbkowice Śląskie - Bobolice - Cierniowa Kopa - Zameczny Potok - Muszkowicki Las Bukowy - Muszkowice - Henryków - Raczyce - Witostowice - Nowolesie - Nowoleska Kopa - Kalinka - Nowina - Dzierzkowa - Siemisławice - Przeworno – Krzywina – Garnczarek – Skrzyżowanie pod Dębem – Biały Kościół[6]